# آکاکی شانیدزه
آکاکی گابریلی شانیدزه (ارمنی: Ակակի Գաբրիելի Շանիձե؛ گرجی: აკაკი შანიძე؛ زادهٔ ۱۴ فوریهٔ ۱۸۸۷ - درگذشته ۲۹ مارس ۱۹۸۷) یک زبان‌شناس و گویش‌شناس اهل گرجستان بود.

## زندگی‌نامه
در ۲۶ فوریه [سبک قدیمی: ۱۴ فوریه] ۱۸۸۷ در روستای نوغا به دنیا آمد و از دانشکده شرق‌شناسی دانشگاه دولتی سنت پترزبورگ فارغ‌التحصیل شد. وی در دانشگاه دولتی تفلیس فعالیت می‌کرد. وی عضو آکادمی علوم اتحاد شوروی و آکادمی ملی علوم گرجستان بود. وی همچنین برنده دانشمند شایسته جمهوری ارمنستان، نشان لنین، انقلاب اکتبر، نشان پرچم سرخ کار، نشان برجسته افتخار، نشان دوستی خلق، مدال شجاعت کار و مدال به مناسبت یکصدمین سالگرد تولد ولادیمیر ایلیچ لنین شده است. وی در ۲۹ مارس ۱۹۸۷ در سن سالگی ۱۰۰ درگذشت.

## یادداشت
1. ↑  բանասիրական գիտությունների դոկտոր
2. ↑  Նողա